# Choroterpes terratoma
Choroterpes terratoma is een haft uit de familie Leptophlebiidae. De wetenschappelijke naam van de soort is voor het eerst geldig gepubliceerd in 1927 door Seeman.
De soort komt voor in het Nearctisch gebied.